# گورگان
شهر گورگان (به انگلیسی: Gurgaon) با جمعیت ۸۷۶٬۸۲۴ نفر در ایالت هاریانا در کشور هند واقع شده‌است.

## مترو
متروی گورگان در سال ۲۰۱۳ تأسیس شده و هم‌اکنون دارای ۱ خط و ۶ ایستگاه می‌باشد.